# Pentagonica bifasciata
Pentagonica bifasciata är en skalbaggsart som beskrevs av Maximilien de Chaudoir. Pentagonica bifasciata ingår i släktet Pentagonica och familjen jordlöpare. Inga underarter finns listade i Catalogue of Life.